# Little Salt Spring
Der Little Salt Spring ist ein archäologischer und paläontologischer Fundplatz im Sarasota County im Westen des US-amerikanischen Bundesstaates Florida. Der im Butler-Park der Stadt North Port gelegene Fundplatz wurde am 10. Juli 1979 in das National Register of Historic Places aufgenommen.

## Geologie
Ursprünglich ging man davon aus, dass es sich bei dem Little Salt Spring um einen relativ flachen Süßwasserteich handelt. Erst in den 1950er Jahren entdeckten Taucher, dass hier ein sehr tiefer, echter Karsttrichter vorliegt. Diese Dolinen stellen ein typisches Merkmal der Karstlandschaft Floridas dar. Der See hat auf der Wasseroberfläche einen Durchmesser von etwa 70 Metern. Das Profil des Karsttrichters hat eine etwa sanduhrförmige Form. Zunächst fällt der Grund des Sees von den Ufern aus gleichmäßig bis auf eine Tiefe von etwa 12 Metern ab und bildet dort die engste Stelle mit einem durchschnittlichen Durchmesser von 14 Metern. Darunter verbreitert sich die Höhle wieder, bildet in 16 Metern Tiefe eine kleine und in 27 Metern Tiefe eine größere scharf abgegrenzte Stufe. Darunter verbreitert sich die Höhle kontinuierlich weiter bis zum Grund. Die größte, bisher ermittelte Tiefe beträgt an den äußeren Rändern der Höhle etwa 76 Meter und in der Mitte unter dem See etwa 60 Meter unterhalb des heutigen Wasserspiegels. Der Grund der Höhle hat einen Durchmesser von 73 Metern. Die Doline wird durch zahlreiche Öffnungen im Grund mit sauerstoffarmem Grundwasser gespeist, das unterhalb einer Wassertiefe von 3 Metern hypoxide Bedingungen schafft und aquatiles Leben extrem beeinträchtigt. Diese Sauerstoffarmut begünstigt die Erhaltung paläoindianischer und früharchaischer Artefakte wie fossiler Knochen der ausgestorbenen Megafauna, die Florida einmal besiedelte.
Seit 1980 gehört der See der University of Miami und wurde von Dr. John Gifford der Rosenstiel School of Marine and Atmospheric Science der Universität Miami wissenschaftlich untersucht.

## Befunde
Im Laufe der Zeit variierte der Wasserspiegel des Sees sehr stark. Vor 12.000 bis 13.000 Jahren lag der Meeresspiegel etwa 100 Meter niedriger als heute, was den Grundwasserspiegel auf der Halbinsel Florida ebenfalls absenkte. Der Seespiegel lag dabei 27 Meter unterhalb der heutigen Oberfläche. Später lagerte sich abgestorbenes Pflanzenmaterial im Becken des Sees und dem umliegenden Sumpf an. Im Sumpf wurden zahlreiche Bestattungen aus der Zeit um 4800 bis 3200 vor Chr. ausgegraben, und ähnlich wie in Windover wurden gut erhaltene Gewebereste an den sterblichen Überresten geborgen. In den 1970er Jahren wurde auf der Stufe in 27 Metern Tiefe ein auf dem Rücken liegender Panzer einer jetzt ausgestorbenen Riesen-Landschildkröte geborgen, durch den ein Holzstock getrieben war. Brandspuren an dem Objekt deuten an, dass es möglicherweise über einem Feuer gegart wurde. Die 14C-Datierung einer Probe aus dem Holz ergab ein Alter von 12.030 Jahren und die Probe aus einem Knochen der Schildkröte ergab ein Alter von 13.450 Jahren. Daneben wurde ebenfalls eine große Anzahl menschlicher Knochen entdeckt, die vom sauerstoffarmen Wasser konserviert waren, die jedoch nicht geborgen wurden.